# Andrijana Tatar
Andrijana Tatar (* 10. Dezember 1995 in Cetinje, Bundesrepublik Jugoslawien) ist eine montenegrinische Handballspielerin, die für die montenegrinische Nationalmannschaft aufläuft.

## Karriere

### Im Verein
Tatar spielte anfangs in ihrer Geburtsstadt beim ortsansässigen Verein ŽRK Cetinje. Nachdem die Kreisspielerin in der Spielzeit 2015/16 für den serbischen Erstligisten ŽRK Radnički Kragujevac aufgelaufen war, wechselte sie zum Ligakonkurrenten ŽRK Naisa. Im Jahr 2018 schloss sich Tatar dem serbischen Verein ŽORK Jagodina an, mit dem sie im Jahr 2019 sowohl die serbische Meisterschaft als auch den serbischen Pokal gewann. Ab dem Jahr 2020 stand sie drei Jahre lang beim polnischen Erstligisten MKS Lublin unter Vertrag. Daraufhin lief sie eine Saison für den rumänischen Erstligisten CS Dacia Mioveni 2012 auf. Seit dem Sommer 2024 spielt sie für den rumänischen Verein CS Minaur Baia Mare.

### In Auswahlmannschaften
Tatar gehörte dem Kader der montenegrinischen Beachhandball-Nationalmannschaft an, mit der sie an der Europameisterschaft 2015 teilnahm. Im Hallenhandball bestritt sie am 25. Oktober 2024 im ersten Vorbereitungsspiel auf die Europameisterschaft 2024 gegen Kroatien ihr Länderspieldebüt für die montenegrinische Nationalmannschaft. Bei der EM 2024, die Montenegro auf dem achten Platz beendete, erzielte sie zwei Treffer in sieben Partien.